# Jože Kavtičnik
Jože Kavtičnik, slovenski trener, učitelj, športni funkcionar in politik, * 16. marec 1953.
Kot član Pozitivne Slovenije je bil leta 2011 izvoljen za poslanca 6. državnega zbora Republike Slovenije .

## Življenjepis
Bil je predsednik Športne zveze Velenje, podpredsednik Društva športnih pedagogov Slovenije, predsednik nadzornega sveta Olimpijskega komiteja Slovenije in podpredsednik Društva invalidov Slovenije.
Kavtičnik je bil kot član LDS poslanec 3. državnega zbora Republike Slovenije. Bil je tudi podžupan Mestne občine Velenje.